# إن إي إس كلاسيك إديشن
إن إي إس كلاسيك إديشن (بالإنجليزية: NES Classic Edition)‏، وتسمى في النسخة اليابانية فاملي كمبيوتر كلاسيك إديشن (باليابانية: ニンテンドークラシックミニ ファミリーコンピュータ)، هي جهاز التشغيل لنظام نينتندو المصغرة، وهي إعادة إصدار الجيل الثالث لألعاب الفيديو، حيث توفر نظام التشغيل 22 لعبة، وسعرها 59.99 دولار أمريكي وفي اليابان 5980 ين يابانياً.

## ميزات النظام
توفر 22 لعبة كلاسيكية مع إمكان حفظ 4 مساحات تخزين لحفظ اللعبة.